# Paul C. Lauterbur
Paul Christian Lauterbur (født 6. maj 1929 i Sidney, Ohio, USA, død 27. marts 2007 i Urbana, Illinois, USA) var en amerikansk kemiker og radiolog. Han blev tildelt Nobelprisen i fysiologi eller medicin i 2003. Han fik prisen for sine opdagelser vedrørende billeddannelse ved hjælp af NMR (kernemagnetisk resonans). Han delte prisen med englænderen Sir Peter Mansfield.